# Adelheid von Bennigsen
Adelheid Julie Luise Wilhelmine von Bennigsen (* 23. September 1861 in Lüneburg; † 16. Dezember 1938 in Hannover) war eine der beiden Gründerinnen des Christlich-Sozialen Frauenseminars, die nach der Hochschulreform nun zur Hochschule Hannover gehört. Adelheid von Benningsen war eine der Wegbereiterinnen in der Sozialarbeit, die sie am Vorbild der Caritas orientierte.

## Leben und Wirken
Adelheid von Bennigsen entstammte der alten Adelsfamilie von Bennigsen, deren Sitz nahe Springe zu finden ist. Ihr Vater war der nationalliberale Politiker Rudolf von Bennigsen, der Mitglied im Preußischen Abgeordnetenhaus und im späteren Deutschen Reichstag war. Adelheid von Bennigsen hatte acht Geschwister, darunter auch der Gouverneur von Deutsch-Neuguinea Rudolf von Bennigsen und der Landrat Adolf von Bennigsen.

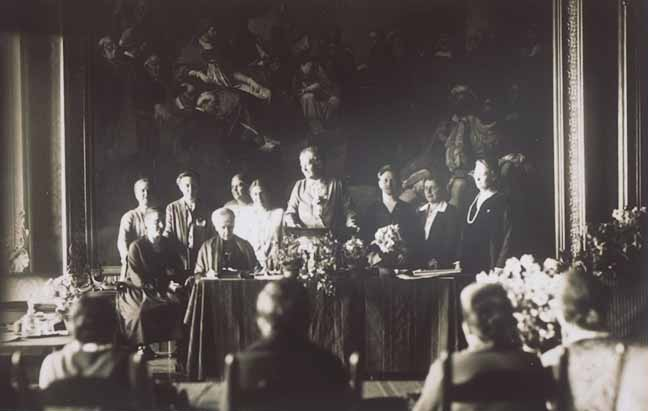
Adelheid von Bennigsen (1927) in Stralsund

Bekannt wurde Adelheid von Bennigsen durch ihr Engagement im Deutsch-Evangelischen Frauenbund, in dem sie aktiv mitwirkte und nach der Gründerin Paula Müller-Otfried die Leitung innehatte. Innerhalb des Frauenbundes war sie maßgebend am Auf- und Ausbau der Armen- und Waisenfürsorge, insbesondere in der örtlichen Arbeit von Hannover beteiligt. Von 1923 bis 1932 zeichnete sie mitverantwortlich als Herausgeberin der Evangelischen Frauenzeitung.
Bereits 1904, auf der 5. Generalversammlung des Deutsch-Evangelischen Frauenbundes regte von Bennigsen die Gründung einer sozialen Fachschule an, das sie als eine notwendige Konsequenz aus der immer professioneller werdenden Sozialarbeit ableitete. 1905 wurde die Ausbildungsstätte in Hannover eröffnet. Dazu vermerkte von Benningsen, die die Leitung der Schule übernahm:
Dieser Entschluß war beachtenswert, weil - abgesehen von Ausbildungskursen für christliche Liebestätigkeit und humanitäre Hilfsarbeit - Schulen mit vollständiger theoretischer und praktischer Ausbildung für anzustellende Sozialarbeiterinnen nirgends bestanden. Der Deutsch-Evangelische Frauenbund war somit Urheber des Gedankens, heranwachsenden Frauen eine der Zeit angepaßte soziale Ausbildung zu ermöglichen und damit zugleich dem aller sozialen und charitativen Hilfsarbeit noch mehr oder weniger anhaftenden Dilettantismus einen Riegel vorzuschieben, aus dem Stadium von Kursen für jede Art von helfender, reformierender Arbeit für das Wohl des Mitmenschen heraus in das geregelter Vorbildung zu treten und damit einen neuen Frauenberuf zum Durchbruch zu verhelfen.
Diesem Beispiel folgend, wurden im Laufe der Jahre weitere soziale Frauenschulen auf katholischer, evangelischer und humanitärer Grundlage aufbauend, gegründet.

## Werke
- Der Weg der Pflicht, Leipzig 1907
- Der Soziale Frauenberuf, Berlin-Lichterfelde 1914
- Die Entwicklung des Christlich-Sozialen Frauenseminars, in: Paula Müller-Otfried (Hrsg.): 25 Jahre Deutsch-Evangelischer Frauenbund, Hannover 1924, S. 11–14
- Sexuelle Pädagogik in Haus und Schule, Berlin-Lichterfelde o. J.